# Montoku Tennō
Montoku Tennō (文徳天皇?) (827 – 858) fue el 55° quincuagésimo quinto emperador del Japón en aparecer en la lista tradicional de Emperadores. Reinó entre 850 y 858 y fue sucedido por su hijo Seiwa Tennō.
Antes del ascenso de Montaku al Trono del Crisantemo, su nombre personal (imina) era Michiyasu (道康?).  También fue conocido como Tamura-no-mikado or Tamura-tei.
Fue el hijo mayor de Ninmyō Tennō. Su madre fue la emperatriz Dowager Fujiwara no Junshi, hija del ministro de la izquierda, Fujiwara no Fuyutsugu.
Montoku tuvo seis consortes imperiales y veintinueve hijos.
| Predecesor: Ninmyō Tennō | Emperador de Japón 850 - 858 | Sucesor: Seiwa Tennō |

- Datos: Q357225
- Multimedia: Emperor Montoku / Q357225